# Alpine Ski-Juniorenweltmeisterschaften 2014
Die 33. Alpinen Ski-Juniorenweltmeisterschaften fanden vom 26. Februar bis zum 5. März 2014 in Jasná in der Slowakei statt. Teilnahmeberechtigt waren Athleten der Jahrgänge 1993 bis 1997.

## Herren

### Abfahrt
| Platz | Land | Sportler                 | Zeit (min) |
| ----- | ---- | ------------------------ | ---------- |
| 1     | NOR  | Adrian Smiseth Sejersted | 1:17,31    |
| 2     | GER  | Thomas Dreßen            | 1:17,33    |
| 3     | AUT  | Marco Schwarz            | 1:17,40    |
| 4     | SUI  | Urs Kryenbühl            | 1:17,64    |
| 5     | AUT  | Clemens Nocker           | 1:17,82    |
| 6     | SLO  | Miha Hrobat              | 1:17,84    |

Datum: 2. März

### Super-G
| Platz | Land | Sportler                 | Zeit (min) |
| ----- | ---- | ------------------------ | ---------- |
| 1     | AUT  | Marco Schwarz            | 1:30,63    |
| 2     | AUT  | Daniel Danklmaier        | 1:30,67    |
| 3     | ITA  | Matteo De Vettori        | 1:30,79    |
| 4     | AUT  | Michael Offenhauser      | 1:30,92    |
| 5     | AUT  | Clemens Nocker           | 1:30,93    |
| 6     | NOR  | Adrian Smiseth Sejersted | 1:30,97    |

Datum: 26. Februar

### Riesenslalom
| Platz | Land | Sportler             | Zeit (min) |
| ----- | ---- | -------------------- | ---------- |
| 1     | NOR  | Henrik Kristoffersen | 2:03,14    |
| 2     | NOR  | Marcus Monsen        | 2:04,17    |
| 3     | NOR  | Rasmus Windingstad   | 2:04,34    |
| 4     | GER  | Thomas Dreßen        | 2:06,19    |
| 5     | SUI  | Luca Aerni           | 2:06,23    |
| 6     | FRA  | Jonas Fabre          | 2:06,56    |

Datum: 4. März

### Slalom
| Platz | Land | Sportler             | Zeit (min) |
| ----- | ---- | -------------------- | ---------- |
| 1     | NOR  | Henrik Kristoffersen | 1:37,21    |
| 2     | SUI  | Luca Aerni           | 1:37,30    |
| 3     | SUI  | Daniel Yule          | 1:38,46    |
| 4     | GER  | David Ketterer       | 1:39,19    |
| 5     | NOR  | Marcus Monsen        | 1:39,20    |
| 6     | FIN  | Jens Henttinen       | 1:39,23    |
| 6     | CRO  | Istok Rodeš          | 1:39,23    |

Datum: 5. März

### Super-Kombination
| Platz | Land | Sportler                 | Zeit (min) |
| ----- | ---- | ------------------------ | ---------- |
| 1     | ITA  | Matteo De Vettori        | 2:21,69    |
| 2     | NOR  | Adrian Smiseth Sejersted | 2:21,74    |
| 3     | NOR  | Marcus Monsen            | 2:21,78    |
| 4     | NOR  | Ola Buer Johansen        | 2:22,03    |
| 5     | ITA  | Hannes Zingerle          | 2:22,13    |
| 6     | ITA  | Emanuele Buzzi           | 2:22,19    |

Datum: 26. Februar

## Damen

### Abfahrt
| Platz | Land | Sportlerin             | Zeit (min) |
| ----- | ---- | ---------------------- | ---------- |
| 1     | SUI  | Corinne Suter          | 1:24,19    |
| 2     | NOR  | Nora Grieg Christensen | 1:24,96    |
| 3     | AUT  | Kerstin Nicolussi      | 1:25,50    |
| 4     | SUI  | Jasmine Flury          | 1:25,52    |
| 5     | AUT  | Stephanie Venier       | 1:25,67    |
| 6     | SWE  | Lisa Blomqvist         | 1:25,70    |

Datum: 5. März

### Super-G
| Platz | Land | Sportlerin          | Zeit (min) |
| ----- | ---- | ------------------- | ---------- |
| 1     | SUI  | Corinne Suter       | 1:14,71    |
| 2     | AUT  | Stephanie Venier    | 1:15,18    |
| 3     | AUT  | Rosina Schneeberger | 1:15,52    |
| 4     | AUT  | Elisabeth Kappaurer | 1:15,75    |
| 5     | USA  | Katie Ryan          | 1:15,76    |
| 6     | SUI  | Jasmine Flury       | 1:15,84    |

Datum: 3. März

### Riesenslalom
| Platz | Land | Sportlerin          | Zeit (min) |
| ----- | ---- | ------------------- | ---------- |
| 1     | ITA  | Marta Bassino       | 1:52,86    |
| 2     | ITA  | Karoline Pichler    | 1:53,13    |
| 3     | AUT  | Rosina Schneeberger | 1:54,59    |
| 4     | AUT  | Elisabeth Kappaurer | 1:54,88    |
| 5     | SUI  | Jasmina Suter       | 1:55,27    |
| 6     | USA  | Paula Moltzan       | 1:55,44    |

Datum: 27. Februar

### Slalom
| Platz | Land | Sportlerin           | Zeit (min) |
| ----- | ---- | -------------------- | ---------- |
| 1     | SVK  | Petra Vlhová         | 1:36,09    |
| 2     | SWE  | Charlotta Säfvenberg | 1:36,26    |
| 3     | GER  | Marina Wallner       | 1:36,68    |
| 4     | USA  | Paula Moltzan        | 1:37,17    |
| 5     | AUT  | Elisabeth Kappaurer  | 1:37,52    |
| 6     | USA  | Lila Lapanja         | 1:37,84    |

Datum: 28. Februar

### Super-Kombination
| Platz | Land | Sportlerin          | Zeit (min) |
| ----- | ---- | ------------------- | ---------- |
| 1     | AUT  | Elisabeth Kappaurer | 2:11,34    |
| 2     | SWE  | Lisa Blomqvist      | 2:11,37    |
| 3     | GER  | Marina Wallner      | 2:11,38    |
| 4     | AUT  | Rosina Schneeberger | 2:11,57    |
| 5     | SUI  | Michelle Gisin      | 2:11,99    |
| 6     | SUI  | Rahel Kopp          | 2:12,01    |

Datum: 3. März

## Mannschaftswettbewerb
| Platz | Land | Sportler                                                                 |
| ----- | ---- | ------------------------------------------------------------------------ |
| 1     | SWE  | Lisa Blomqvist Magdalena Fjällström Gustav Lundbäck Max Gordon Sundquist |
| 2     | SUI  | Luca Aerni Rahel Kopp Bernhard Niederberger Corinne Suter                |
| 3     | GER  | Patrizia Dorsch Sebastian Holzmann David Ketterer Marina Wallner         |

Datum: 2. März

## Medaillenspiegel
| Platz | Land        | Gold | Silber | Bronze | Gesamt |
| ----- | ----------- | ---- | ------ | ------ | ------ |
| 1     | Norwegen    | 3    | 3      | 2      | 8      |
| 2     | Österreich  | 2    | 2      | 4      | 8      |
| 3     | Schweiz     | 2    | 2      | 1      | 5      |
| 4     | Italien     | 2    | 1      | 1      | 4      |
| 5     | Schweden    | 1    | 2      | –      | 3      |
| 6     | Slowakei    | 1    | –      | –      | 1      |
| 7     | Deutschland | –    | 1      | 3      | 4      |